# Föglö kyrka
Föglö kyrka ligger på ön Prästlandet i Föglö kommun på Åland, invid Kyrksundet. Under medeltiden var Föglö moderkyrka för Sottunga kapell. Kyrkan är troligen tillägnad Maria Magdalena.
Kyrkan tillhörde tidigare Föglö församling. Den uppgick 2006 i Ålands södra skärgårdsförsamling tillsammans med församlingarna i Kökar och Sottunga.

## Historia
”Fyghelde” nämns som hamn mellan Lemböte och Kökar i det ”Danska itinerariet”, från mitten av 1200-talet. Ruttens moderna benämning är Kung Valdemars segelled.

## Kyrkobyggnaden
Föglö kyrka är byggda av grå granit och inte röd granit vilket är det vanliga på Åland. Kyrkans äldsta del är långhuset som troligen uppfördes på 1300-talet och möjligen kan koret kommit till under samma tid. Kyrktornet och vapenhuset tillkom senare. Under stora ofreden 1714-1721 blev kyrkan ”af fienden jämmerligen häriad och totaliter afbränd” och kyrkan reparerades efter branden.
Sitt nuvarande utseende fick kyrkan efter en radikal ombyggnad 1859-61 där det medeltida långhuset, kor, sakristia till stora delar raserades. Ritningarna för ombyggnaden gjordes av Åboarkitekten Georg Theodor Chiewitz.

## Inventarier
- Ett utsökt relikkors i silver - med tillhörande relikben enligt bifogat pergament från Maria Magdalena - från 1300-tal eller tidig 1400-tal.[1]
- En lillklocka från 1400-talet.[1]
- En äldre altartavla, Nattvarden, av målarmästaren Jonas Bergman från 1759.[1]
- En altartavla, Nattvarden, av hovmålaren R W Ekman från 1861.[1]
- Ett modernt träkrucifix snidat av konstnären Dick Häggblom skänkte 1986 till kyrkan.[1]

### Orgel
- ca 1880 byggdes en orgel.
- 1911 byggdes en orgel. Den stod på läktaren.
- 1970 bygger Kangasala en orgel. Står mitt i koret bakom altaret.[3]

| Huvudverk C-g3             | Svällverk C-g3          | Pedal C-f1       | Koppel |
| Principal 8’               | Gedackt 8'              | Subbas 16'       | I/P    |
| Gemshorn 8' (ca 1880-1890) | Spitzgamba 8'           | Gedackt 8'       | II/P   |
| Oktave 4'                  | Flöte 4' (ca 1880-1890) | Oktave 4' (1911) | II/I   |
| Sesquialtera 2 ch          | Principal 2'            |                  |        |
| Mixtur 3 ch 2'             | Scharf 2 ch 1'          |                  |        |
|                            | Dulzian 8'              |                  |        |
|                            | Tremolo                 |                  |        |